# Guangzhou International Challenger 2024
Il Guangzhou International Challenger 2024 è stato un torneo maschile di tennis professionistico. È stata la 7ª edizione del torneo, facente parte della categoria Challenger 75 nell'ambito dell'ATP Challenger Tour 2024, con un montepremi di 82 000 $. Si è giocato dal 29 aprile al 5 maggio 2024 sui campi in cemento del Guangzhou International Tennis Centre di Canton, in Cina.

## Partecipanti

### Teste di serie
| Nazionalità | Giocatore         | Ranking* | Testa di serie |
| ----------- | ----------------- | -------- | -------------- |
| Australia   | Max Purcell       | 80       | 1              |
| Australia   | James Duckworth   | 113      | 2              |
| Australia   | Adam Walton       | 119      | 3              |
| Sudafrica   | Lloyd Harris      | 149      | 4              |
| Cina        | Bu Yunchaokete    | 167      | 5              |
| Giappone    | Yasutaka Uchiyama | 168      | 6              |
| Stati Uniti | Maxime Cressy     | 178      | 7              |
| Italia      | Mattia Bellucci   | 181      | 8              |

* Ranking al 22 aprile 2024.

### Altri partecipanti
I seguenti giocatori hanno ricevuto una wild card per il tabellone principale:
- Te Rigele
- Wang Jiaji
- Zhou Yi

Il seguente giocatore è entrato in tabellone come alternate:
- Brandon Holt

I seguenti giocatori sono passati dalle qualificazioni:
- Jahor Herasimaŭ
- Bai Yan
- Cui Jie
- Hiroki Moriya
- Rio Noguchi
- Ričardas Berankis

Il seguente giocatore è entrato in tabellone come lucky loser:
- Yuta Shimizu

## Punti e montepremi
| Torneo    | Torneo              | V     | F     | SF    | QF    | 2T    | 1T  | Q | Q2  | Q1  |
| Singolare | Punti               | 75    | 44    | 22    | 12    | 6     | 0   | 4 | 2   | 0   |
| Singolare | Premi in denaro ($) | 9 880 | 5 820 | 3 450 | 2 000 | 1 165 | 720 | – | 360 | 185 |
| Doppio    | Punti               | 75    | 44    | 22    | 12    | –     | 0   | – | –   | –   |
| Doppio    | Premi in denaro ($) | 4 250 | 2 450 | 1 480 | 880   | –     | 500 | – | –   | –   |

## Campioni

### Singolare
Tristan Schoolkate ha sconfitto in finale  Adam Walton con il punteggio di 6–3, 3–6, 6–3.

### Doppio
Blake Ellis /  Tristan Schoolkate hanno sconfitto in finale  Nam Ji-sung /  Patrik Niklas-Salminen con il punteggio di 6–2, 6(4)–7, [10–4].